# Ludi
Pour les articles homonymes, voir Ludi (homonymie).
Les ludi ou jeux étrusques étaient un ensemble de jeux, pratiqués par les Étrusques souvent inspirés des pratiques attiques ou grecques, et repris ensuite par les Romains.

## Description
Ces jeux étaient organisés dans le cadre de la confédération étrusque des douze cités (dodécapole) qui, lors de ces manifestations religieuses et spectaculaires, retrouvait son unité.
Les ludi pouvaient aussi être des jeux sacrés funéraires en l'honneur des défunts ou des rituels en faveur de dieux afin de solliciter des faveurs ou d'apaiser leur colère.

### Ludi scaenici
Ce sont des jeux de scènes à vocations rituelle et votive : théâtre, musique, mime , spectacles de danse ou de ballet (dont le jeu du ludion).
Les ludi sont funéraires ou sacrés (ludi sacri), lorsqu'ils sont offerts à diverses divinités.
Les fresques funéraires représentent des scènes où la musique occupe une place primordiale, ainsi que les jeux funéraires connus grâce aux tombes étrusques (Nécropole de Monterozzi).
Les danses étrusques sont : la danse armée (« Troia »), les danses funéraires, les  « danses sautées », les danses à caractère dionysiaque.

### Ludi circenses
Le nom provient de la forme (semi-)circulaire de l'édifice, circus, où ils se déroulaient. Ils comportaient des courses de chars, des chasses, des combats d'animaux, des jeux athlétiques.

#### Principales disciplines
Les jeux sportifs panétrusques, à Volsinies, comportaient le pugilat et la lutte, le lancer du disque, du javelot, le saut en longueur et la course à pied, simple ou en armes (hoplitodromie).
Les courses de chevaux (représentées sur les bas-reliefs de Poggio Civitate, dans  la Tombe des Olympiades de Monterozzi) comportaient des épreuves de chevaux montés, l'acrobatie des desultores, des courses de chars (biges, triges et quadriges), que les conducteurs, les auriges, pratiquaient avec les rênes nouées derrière leur dos.
Chez les Étrusques, les  athlètes sont des esclaves jouant pour les spectateurs a contrario de la pratique grecque.
Les Romains qui héritent de ces jeux emploieront pour gladiateurs des prisonniers de guerre, puis des mercenaires.